# Portugiesische Badmintonmeisterschaft 2010
Die Portugiesische Badmintonmeisterschaft 2010 fand vom 15. bis zum 16. Mai 2010 in Coimbra statt. Es war die 53. Austragung der nationalen Titelkämpfe in Portugal.

## Sieger und Platzierte
| Disziplin    | Gold                         | Silber                      | Bronze                       |
| ------------ | ---------------------------- | --------------------------- | ---------------------------- |
| Herreneinzel | Nuno Santos                  | Gil Martins                 | Jose P. Sousa                |
| Dameneinzel  | Telma Santos                 | Vânia Leça                  | Claudia Figueira             |
| Herrendoppel | Alexandre Paixão Gil Martins | Tomás Nero David Sousa      | Diogo Silva Nuno Santos      |
| Damendoppel  | Ana Moura Ana Reis           | Claudia Figueira Vânia Leça | Ana Bernardino Vera Martinho |
| Mixed        | Hugo Rodrigues Telma Santos  | Alexandre Paixão Vânia Leça | Gil Martins Ana Reis         |